# Ursus 1012
Ursus 1012 – ciężki ciągnik rolniczy produkowany przez Zakłady Mechaniczne "Ursus". Ciągnik ten jest zmodernizowaną wersją starszego modelu Ursus 1002.

## Dane techniczne
- Typ silnika - DS Martin Z-8002.1,
- Pojemność silnika - 4562 cm³,
- Moc - 96 KM,
- Udźwig na podnośniku - 4125 kg lub 5500 kg. wydajność pomp hydr. to 41 l/min.,
- Max prędkość - 25,5 km/h,
- Liczba biegów przód/tył - 16/8.

Do 1989 roku, ciągniki ten wyprodukowano w ilości - 1385 szt. (Ursus 1012) i 1600 szt. (Ursus 1014).